# Hans Ulrich Nuber
Hans Ulrich Nuber (* 13. November 1940 in Schwerin; † 28. Juli 2014 in Freiburg im Breisgau) war ein deutscher Provinzialrömischer Archäologe.

Hans Ulrich Nuber wuchs in Schwäbisch Gmünd auf. Nachdem er das Abitur und den Wehrdienst absolviert hatte, begann er an der Universität Frankfurt zunächst Betriebswirtschaftslehre zu studieren, wechselte aber schon bald zu den Fächern Provinzialrömische Archäologie, Alte Geschichte, Klassische Archäologie und Vor- und Frühgeschichte. 1968 wurde er mit einer Arbeit über römische Metallgefäße bei Aladár Radnóti promoviert. Anschließend arbeitete er dort als wissenschaftlicher Assistent, bevor er 1972 zum Professor ernannt wurde. Von 1978 bis 2009 war er Professor für Provinzialrömische Archäologie an der Universität Freiburg.
Nuber war Herausgeber mehrerer wissenschaftlicher Schriftreihen, Mitglied des Deutschen Archäologischen Instituts, der Kommission für geschichtliche Landeskunde in Baden-Württemberg, der Kommission für die Provinzialrömische Forschung in der Schweiz, der Archäologischen Kommission in Baden-Württemberg und des Forschungsverbundes „Collegium Beatus Rhenanus“. Er war Gründungsmitglied der Deutschen Limeskommission und von 2001 bis 2014 Vorsitzender des Alemannischen Instituts. Für seine Verdienste erhielt er 1994 die Goldene Verdienstmedaille der Stadt Veszprém, 1995 die Universitätsmedaille der Universität Freiburg und 2005 aus Anlass seines 65. Geburtstags die Verdienstmedaille in Gold der Gemeinde Sontheim an der Brenz.
Hans Ulrich Nuber starb am 28. Juli 2014 an den Folgen einer kurzen, schweren Erkrankung.

## Schriften (Auswahl)
- Kanne und Griffschale. Ihr Gebrauch im täglichen Leben und die Beigabe in Gräbern der römischen Kaiserzeit. In: Bericht der Römisch-Germanischen Kommission 53, 1972, S. 1–232 (= Dissertation)
- Ein römischer Grabfund aus Ludwigshafen-Maudach. In: Mitteilungen des Historischen Vereins der Pfalz 70, 1972, S. 11–137
- Die Ausgrabungen in St. Ulrich und Afra in Augsburg 1961–1968. In: Münchener Beiträge zur Vor- und Frühgeschichte 23, 1977, S. 227–261
- Ausgrabungen in Bad Gögging, Stadt Neustadt an der Donau, Landkreis Kelheim. Römisches Staatsheilbad und frühmittelalterliche Kirchen. Landshut 1980
- Waage mit Kaiserporträts aus Heidelberg-Neuenheim. In: Fundberichte aus Baden-Württemberg 6, 1981, S. 501–528
- Die römischen Kastelle bei Hofheim (Main-Taunus-Kreis). Neue Ausgrabungen 1969–1981 im römischen Steinkastell Hofheim (= Archäologische Denkmäler in Hessen. Band 29). Wiesbaden 1983
- Antike Bronzen aus Baden-Württemberg. Stuttgart 1988
- mit Heiko Steuer, Thomas Zotz (Hrsg.): Der Südwesten im 8. Jahrhundert aus historischer und archäologischer Sicht. Thorbecke, Ostfildern 2004